# Нолі
Нолі (італ. Noli, ліг. Nöi) — муніципалітет в Італії, у регіоні Лігурія, провінція Савона.
Нолі розташоване на відстані близько 420 км на північний захід від Рима, 50 км на південний захід від Генуї, 13 км на південний захід від Савони.
Населення — 2764 особи (2014). Щорічний фестиваль відбувається другої неділі липня. Покровитель — Sant'Eugenio.

## Історія
В 1192—1797 роках місто було столицею крихітної незалежної олігархічної Нолійської республіки (італ. Repubblica di Noli; ліг. Repubbrica de Nöi), утвореної в 1192 році шляхом відокремлення від Маркграфства Фінале, коли муніципалітет Нолі під захистом Генуезької республіки викупив у маркграфів Фінале з роду дель Карретто феодальні права на місто. Республіка також домоглась релігійної автономії, отримавши в XIII столітті від папи римського власну єпархію. В XII—XIV століттях Нолі була однією з італійських торгових морських республік наряду з Амальфі, Анконою, Гаетою, Генуєю, Пізою, Рагузою та Венецією, але з закінченням доби хрестових походів наприкінці XIV століття її торгова морська потуга занепала і місто перетворилось на поселення рибалок.

## Демографія
Населення за роками:

Станом на 1 січня 2023 року в муніципалітеті офіційно проживало 139 іноземців з 33 країн, серед них 47 громадян країн Євросоюзу та 6 громадян України.

## Сусідні муніципалітети
- Фінале-Лігуре
- Споторно
- Вецці-Портіо